# Hôtel Bruni
Pour les articles homonymes, voir Bruni.
L’hôtel Bruni se situe au no 37 rue de la Dalbade, dans le centre historique de Toulouse. Il a été construit au début du XVIe siècle pour Pierre Bruni, docteur en droit, capitoul en 1510. Conservé dans la famille Bruni au XVIe siècle, il connaît cependant des vicissitudes aux siècles suivants, qui altèrent son caractère. 
L'hôtel conserve une intéressante cour et une tour, représentatives des demeures des riches Toulousains au début du XVIe siècle, mêlant des caractères gothiques à l'influence grandissante de la Renaissance.

## Histoire
En 1478, l'immeuble appartient à un prêtre, Pierre Raimond. Il est acheté, au tournant du siècle, par Pierre Bruni, docteur en droit, qui y est déjà installé en 1504. Capitoul en 1510, il est certainement celui qui fait bâtir le nouvel hôtel autour d'une étroite cour centrale. L'hôtel reste dans la famille Bruni avant d'être cédé, en 1615, à Jean de Vico, garde-sac du greffe criminel au Parlement. Il passe ensuite au procureur Guillaume Coste. Peu après, il est vendu à la congrégation de l'Oratoire, chargée depuis 1619 de desservir l'église de la Dalbade. L'hôtel s'intègre à un vaste patrimoine que les Oratoriens constituent au cours du XVIIe siècle, par l'achat de maisons proches de l'église (no 33 et 35), de la maison de l'avocat Jean Couderc (actuel no 29), de l'hôtel Bruni (actuel no 37), de l'hôtel de La Mamye (actuel no 31) et de la maison de Jean Dupin (actuel no 28). 
Pendant la Révolution française, les congrégations religieuses sont dispersées et le couvent des Oratoriens est fermé. L'hôtel subit, au cours du XIXe siècle, des remaniements importants, particulièrement en façade sur la rue de la Dalbade.

## Description
Il ne reste rien, sur la rue de la Dalbade, de l'hôtel des Bruni, car la façade a été complètement remaniée au XIXe siècle. Dans la cour, la tour d'escalier est restée intacte, avec ses trois fenêtres de style gothique du début du XVIe siècle.